# Parti Socialiste (Senegal)
Die Sozialistische Partei des Senegal (französisch Parti Socialiste du Sénégal, Kürzel PS) ist eine politische Partei in Senegal. Ousmane Tanor Dieng war von 1996 bis zu seinem Tod 2019 ihr langjähriger Generalsekretär. Seine Nachfolgerin ist Aminata Mbengue Ndiaye. Die bislang bekannteste und populärste Person der PS ist der Poet, Dichter und erste Präsident des Landes, Léopold Sédar Senghor. Senghor, der 1948 den gemäßigt linken Bloc démocratique sénégalais (BPS) mitbegründet hatte, blieb auch die politische Führungsfigur, als der BPS bis 1958 mit verschiedenen anderen politischen Bewegungen zur Union progressiste sénégalaise (UPS) fusionierte.
Seit der Unabhängigkeit 1960 war die UPS für gut vier Jahrzehnte die regierende Partei des Landes, seit 1976, nach dem Beitritt zur Sozialistischen Internationale unter dem Namen Parti Socialiste. Bei der Präsidentschaftswahl im Jahre 2000 wurde der Parteikandidat und Langzeitpräsident Abdou Diouf vom Führer der Parti Démocratique Sénégalais, Abdoulaye Wade, in der zweiten Wahlrunde besiegt. Diouf hatte in der ersten Runde noch mit 41,3 % der Stimmen geführt. In der Stichwahl setzte sich Wade mit 58,5 % durch. Bei der nationalen Parlamentswahl vom 29. April 2001 erhielt die Partei mit 17,4 % der Wählerstimmen 10 der 120 Sitze in der Nationalversammlung des Senegal und verlor damit auch hier ihre führende Position. Bei der Präsidentschaftswahl im Februar 2007 landete der Kandidat der PS, Tanor Dieng, mit 13,56 % der Stimmen auf dem dritten Platz. 
Dieng trat auch bei der Präsidentschaftswahl im Senegal 2012 an, schied dort aber mit 11,3 % der Stimmen im ersten Wahlgang aus.
Da die Partei die Parlamentswahlen vom Juni 2007 boykottierte ist sie derzeit nicht im senegalesischen Parlament vertreten. 
Die Sozialistische Partei des Senegal ist Vollmitglied der Sozialistischen Internationale.